# Liaison (série télévisée)
Pour les articles homonymes, voir Liaison.
Production
Diffusion
Liaison est une mini-série franco-anglaise en six épisodes d'environ 52 minutes créée par Virginie Brac, réalisé par Stephen Hopkins, et mise en ligne entre le 24 février et le 31 mars 2023 sur Apple TV+. Il s'agit du premier Apple Original en français. Elle met notamment en scène Eva Green et Vincent Cassel,,.
Elle est diffusée à la télévision au Québec à partir du 26 mars 2025 sur Séries Plus.

## Synopsis
Liaison suit l’histoire de personnages rattrapés par leur passé respectif, et mêle intrigue politique, espionnage et amour passionnel.

## Distribution
Sauf indication contraire, les informations mentionnées dans cette section peuvent être confirmées par la base de données cinématographiques IMDb,  présente dans la section « Liens externes ».
- Vincent Cassel : Gabriel Delage
- Eva Green : Alison Rowdy
- Peter Mullan : Richard Banks
- Gérard Lanvin : Dumas
- Thierry Frémont : Président français
- Daniel Francis (en) : Albert Onwori
- Stanislas Merhar : Didier Taraud
- Patrick Kennedy : Mark Bolton
- Irène Jacob : Sophie Saint-Roch
- Laëtitia Eïdo : Sabine Louseau
- Eriq Ebouaney : Bob Foret
- Bukky Bakray : Kim Onwori
- Aziz Dyab (en) : Samir
- Marco Horanieh : Walid Hamza
- Lyna Dubarry : Myriam
- Laëtitia Clément : Nathalie
- Olivia Popica : Lieutenant Hobbs
- Patrick Malahide : Jack Rowdy
- Sophie Reyne : Nanny Elena
- Yan Tual : Mitzia
- Tchéky Karyo : Miller

## Production

### Développement
Le 24 juin 2021, Le Figaro dévoile en exclusivité mondiale que la première production franco-anglaise du service est baptisée Liaison,. Il s'agit de la première production originale en langue française d'Apple TV+,,.
La série est co-produite par Ringside Studios et Leonis Productions, écrite et créée par Virginie Brac, et réalisée par Stephen Hopkins.
Le 15 septembre suivant, Les Échos révèle que chaque épisode de la série aurait un budget compris entre 5 et 10 millions d'euros.
Le 9 novembre 2021, à l'occasion des 40 ans d'Apple en France, il est officialisé que la série sera composée de six épisodes, et sortira « prochainement ».

### Attribution des rôles
Dès l'annonce du programme, il est annoncé que Vincent Cassel et Eva Green seront les têtes d'affiche et que le reste de la distribution est composé de Peter Mullan, Gérard Lanvin, Daniel Francis, Stanislas Merhar, Laëtitia Eïdo, Eriq Ebouaney, Bukky Bakray et Thierry Frémont,.

### Tournage
Le 24 juin 2021, Le Figaro annonce que Liaison a déjà commencé son tournage en Grande-Bretagne à Londres. Le 6 août suivant, les deux acteurs principaux partagent via leurs réseaux sociaux la première photo de tournage, toujours à Londres,,.
En début septembre 2021, le tournage se serait déplacé à Dunkerque,, et à la mi-septembre les acteurs principaux annoncent via leurs réseaux sociaux la fin du tournage.

## Épisodes
1. Tempête imminente (Storm Warning)
2. Chaos (Chaos)
3. Manipulations (Manipulations)
4. Carnage (Carnage)
5. Album de famille (Family Album)
6. Œil pour œil (An Eye for an Eye)